# پیش‌کینه
پیش‌کینه (به انگلیسی: Prevenge) فیلم کمدی اسلشر بریتانیایی‌ست به کارگردانی الیس لو که در فوریه ۲۰۱۷ روی پردهٔ سینما رفت.
این فیلم برای افراد زیر هجده سال مناسب نیست